# Ħamrun
Hamrun (mai demult, în italiană: Casale San Giuseppe) este un oraș din regiunea sudică a Maltei. În martie 2014, avea o populație de 9.244 de locuitori.